# Drosera omissa
Drosera omissa es uno de los nombres con la que es conocida la Drosera nitidula subsp. omissa también conocida erróneamente como Drosera ericksoniae

## Descripción
Esta planta carnívora fue descripta por Diels en 1906 y es una Drosera de las llamadas pigmeas por su pequeño tamaño.

## Cultivo
Las temperaturas óptimas para esta planta se encuentra entre los 15° y los 25 °C necesitándose en cultivo una variación entre el verano y el invierno que conjuntamente con el acortamiento del ciclo lumínico generara las llamadas "gemas" un tipo de semillas que surgen de la parte superior de la planta y que redundan en una rápida reproducción de la misma.

## Taxonomía
Drosera omissa fue descrita por Ludwig Diels y publicado en Das Pflanzenreich IV. 112(Heft 26): 73. 1906.
Etimología
Drosera: tanto su nombre científico –derivado del griego δρόσος (drosos): "rocío, gotas de rocío"– como el nombre vulgar –rocío del sol, que deriva del latín ros solis: "rocío del sol"– hacen referencia a las brillantes gotas de mucílago que aparecen en el extremo de cada hoja, y que recuerdan al rocío de la mañana.
omissa: epíteto
Sinonimia
- Drosera nitidula subsp. omissa (Diels) N.G.Marchant & Lowrie[4][5]